# Intrusion Countermeasures Electronics
Айс, ICE (англ. Intrusion Countermeasures Electronics) — програмні засоби виявлення хакерських атак.
Автором поняття «Лід» (англ.ICE) є Том Меддокс — американський письменник, відомий як учасник літературного напряму «Кіберпанк». Він запровадив ICE у своєму неопублікованому оповіданні, показаному Гібсону на конференції фантастів у Портленді.
ICE відповідає на злом спробою знешкодити або навіть знищити (так званий «чорний айс») зламувача.